# سباستيان هيناو
سباستيان هيناو (بالإسبانية: Sebastián Henao)‏ هو دراج كولومبي، ولد في 5 أغسطس 1993 في ريونيغرو في كولومبيا.

## وصلات خارجية
- سباستيان هيناو على موقع الاتحاد الدولي للدراجات (الإنجليزية)
- سباستيان هيناو على موقع أرشيف الدراجات (الإنجليزية)
- سباستيان هيناو على موقع إحصائيات الدراجات الإحترافية (الإنجليزية)
- سباستيان هيناو على موقع نسبة الدراجات (الإنجليزية)
- سباستيان هيناو على موقع CycleBase (الإنجليزية)